# Ionuț Stoica
Ionuț Stoica (Râmnicu Vâlcea, 6 gennaio 1988) è un calciatore rumeno, difensore dell'Hermannstadt.

## Carriera
Ha giocato nella massima serie rumena.